# Индрехтах
Индрехтах мак Фианнамайл (гэльск. Indrechtach mac Fiannamail; погиб в 741) — правитель клана Кенел Габран (733—741).

## Биография
Индрехтах был сыном правителя клана Кенел Габран и короля Дал Риады Фианнамайла, убитого в 700 году.
Возможно, после смерти в 733 году короля Эохайда III Индрехтах сам возглавил Кенел Габран. Одновременно, ему удалось укрепиться в ирландских владениях Дал Риады, в то время как контроль над британскими землями королевства оспаривали друг у друга Муйредах мак Айнбкеллах и Дунгал мак Селбайг.
В 736 году Дал Риада подверглась нападению со стороны короля пиктов Энгуса I. В результате этого вторжения, во время которого Муйредах погиб, а Дунгал был пленён, Дал Риада попала в зависимость от Королевства пиктов. Поздние источники сообщают, что в 739 году скончался король Дал Риады Эоган мак Муйредах, однако о том, кто стал его непосредственным преемником, ничего неизвестно.
В 741 году Энгус I напал на ирландские земли Дал Риады и разбил Индрехтаха в двух сражениях, в последнем из которых, битве при Форборосе, Индрехтах погиб.